# دردار مهدب
دردار مهدب (الاسم العلمي: Ulmus ciliata) هو نوع نباتي يتبع جنس الدردار من فصيلة الدردارية.